# Johann Walter
Pour les articles homonymes, voir Johann Walter (Blanckenmüller) et Walter.
Cet article possède un paronyme, voir Johann Walther.

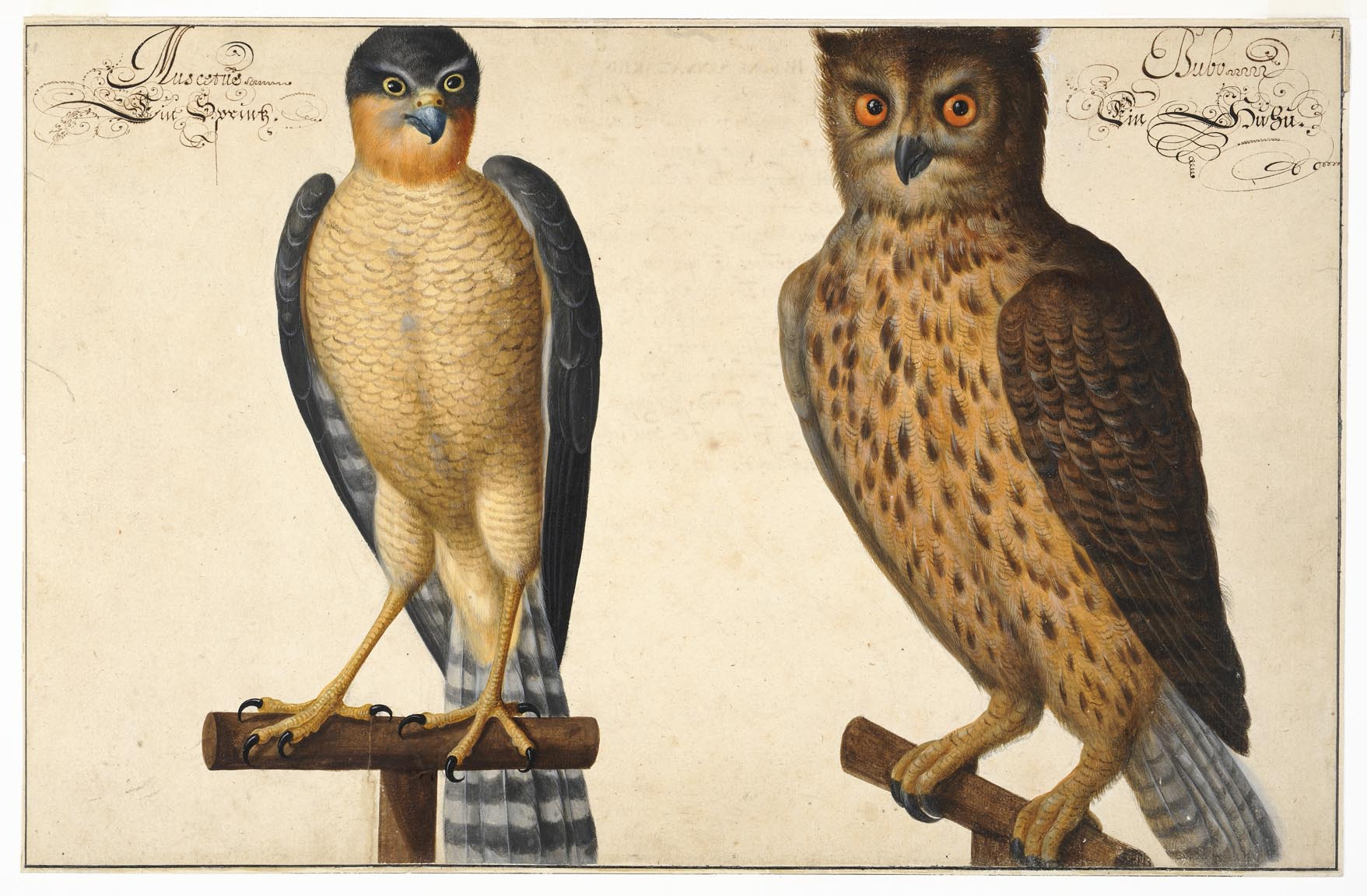
Hibou et Crécelle, aquarelle et gouache sur papier (Cabinet des estampes et des dessins de Strasbourg)

Johann Jakob Walter (1604-1677) est un peintre et dessinateur strasbourgeois, qui peignit notamment des centaines de fleurs et d'oiseaux, et fut aussi un témoin de son temps, auteur d'une chronique de la vie strasbourgeoise pendant la Guerre de Trente Ans.

## Biographie
Johann Jakob Walter est né à Strasbourg le 23 janvier 1604, fils de Gérard Walter. Il fut vraisemblablement formé dans l'atelier du miniaturiste Friedrich Brentel. Il quitta la ville vers 1618 et y revint en 1635. Il fut élu au Grand Conseil de la ville en 1659. Sa rencontre à Strasbourg avec le comte Jean de Nassau-Idstein fut déterminante pour sa carrière, puisque ce dernier fut l'un de ses plus importants commanditaires, avec notamment son Florilège dit de Nassau-Idstein. Deux florilèges subsistent aujourd'hui, l'un au Victoria and Albert Museum de Londres, l'autre à la Bibliothèque nationale de France. 
Johann Jakob Walter était par ailleurs le grand-oncle du peintre François Walter (1755-1830).

## Publications
- (la) Hoc est verae effigies selectior, et rariorum florum, fructuum, et plantarum, ... in cuiuslibet genuina magnitudine ad vivum depictae... a Johanne Walthero authore, Argentinae, Anno MDCLIII, manuscrit typographié en 1930, 20 p.